# Schadow-Gymnasium
Das Schadow-Gymnasium (bis 2003: Schadow-Oberschule) ist ein nach dem preußischen Bildhauer und Grafiker Johann Gottfried Schadow benanntes Gymnasium in Berlin. Es ist das älteste Gymnasium im Ortsteil Zehlendorf.
Die Schwerpunkte der Schule liegen in den sprachlichen und naturwissenschaftlichen Fächern. Seit Beginn des Schuljahres 1999/2000 werden auch Schüler der Klassenstufe 5 unterrichtet. Ab dem Schuljahr 2004/2005 sind es in jedem Jahr zwei 5. Klassen.
Das Schadow-Gymnasium hat in den Klassenstufen 5 und 6 zwei Parallelklassen, in den siebten bis zehnten Klassen zurzeit sogar fünf bis sechs. Am Schadow-Gymnasium werden insgesamt rund 1150 Schüler unterrichtet.

## Geschichte
Nach der Gründung des Zehlendorfer Gymnasiums (1895) und der Zehlendorfer Oberrealschule (Beucke-Realschule) wurden beide Einrichtungen zum heutigen Schadow-Gymnasium vereinigt.
Das Schulgebäude wurde von dem Architekten Paul Mebes (1872–1938) entworfen, für den an der Schule eine Gedenktafel angebracht ist. Das 1914 vollendete und heute denkmalgeschützte Gebäude war einer von Mebes ersten Großbauten. Zwar steht das Haus mit ionischen Säulen und dorischen Portici in der klassizistischen Tradition der Schinkelschule, zeigt jedoch gleichzeitig das Bemühen des Baumeisters, die Monumentalbauten der wilhelminischen Zeit hinter sich zu lassen. Am Giebel befinden sich Skulpturen von Luther, Goethe und Bismarck des Zehlendorfer Bildhauers Walter Schmarje.
Im Jahr 2014 übernahm das Zehlendorfer Gymnasium das Gebäude der benachbarten – zuvor geschlossenen – Beucke-Oberschule (heute: Gail S. Halvorsen Schule in Dahlem).

## Ehemalige Lehrer
- Klaus Thomas (1915–1992), Pfarrer, Arzt und Psychotherapeut
- Bodo Tümmler (* 1943), Leichtathlet
- Hans-Dietrich Schultz (* 1947), Geographiehistoriker und -didaktiker, unterrichtete von 1980 bis 1993 am Schadow-Gymnasium und lehrte von 1993 bis 2012 als Professor für Geographiedidaktik an der Humboldt-Universität zu Berlin

## Ehemalige Schüler
Sowohl Peter Brandt, der Sohn von Willy Brandt, als auch die Kinder von Johannes Rau besuchten die Schadow-Oberschule. Weitere Schüler waren u. a.:
- Ernst Friedrich Jung (1922–2016), Diplomat, Botschafter, beigeordneter Generalsekretär bei der NATO
- Vicco von Bülow, bekannt als Loriot [5] (1923–2011), Karikaturist, Schauspieler, Moderator, Regisseur
- Gilbert Ziebura (1924–2013), Politikwissenschaftler
- Reinhart Behr (1928–2003), Lehrer, Mathematiker, Physiker, Politiker und Autor
- Martina Gedeck (* 1961), Schauspielerin
- Eckart von Hirschhausen (* 1967), Moderator, Mediziner, Kabarettist, Comedian, Schriftsteller (1985 Abitur)
- Martin Clauss (* 1973), Mittelalterhistoriker
- Joe H. Kirchberger (1910–2000), US-amerikanischer Buchhändler, Autor
- Frei Otto[6] (1925–2015), Architekt
- Adrian Grasse (* 1975), Politiker (CDU)
- Ulrike Schrimpf (* 1975), Schriftstellerin

## Medien
Bundespräsident Johannes Rau besuchte die Schadow-Schule am 20. März 2003, um mit den Schülern über politische Themen zu diskutieren.
Die Schadow-Schule diente als Kulisse in folgenden Film- und Fernsehproduktionen:
- Die Stein (im Gebäude der mittlerweile integrierten Beucke-Realschule)[9]
- Paul Is Dead [10]
- Conni und Co (2016)